# Dobrovodica
Dobrovodica (en serbe cyrillique : Доброводица) est un village de Serbie situé dans la municipalité de Batočina, district de Šumadija. Au recensement de 2011, il comptait 381 habitants.

## Tourisme

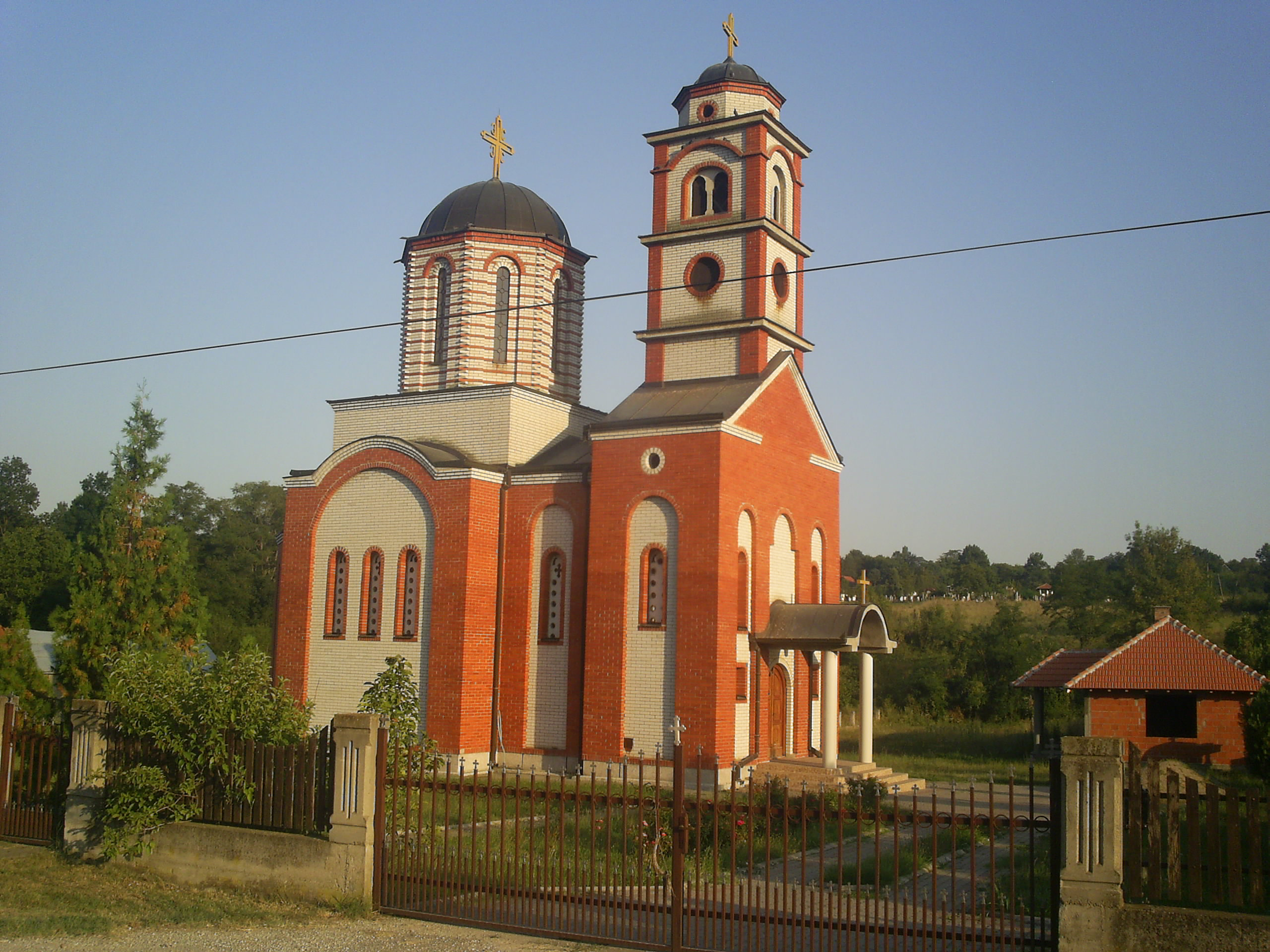
L'église de Dobrovodica

## Démographie

### Évolution historique de la population
| 1948 | 1953 | 1961 | 1971 | 1981 | 1991 | 2002 | 2011 |
| ---- | ---- | ---- | ---- | ---- | ---- | ---- | ---- |
| 841  | 834  | 745  | 621  | 605  | 537  | 420  | 381  |

|  |